# I.D.K.
I.D.K. è un singolo dei rapper argentini Zanto e Duki pubblicato il 26 febbraio 2019.

## Tracce
1. I.D.K. – 2:29